# Österreichische Meisterschaften im Skilanglauf 2013
Die Österreichischen Meisterschaften im Skilanglauf 2013 begannen am 20. August 2012 mit dem Skirollerrennen auf dem Salzburgring. Die Sprintwettbewerbe wurden am 8. Februar 2013 in Villach ausgetragen. Es folgten die Einzelrennen und die anschließenden Verfolgungsrennen am 9. und 10. Februar in Villach. Das Massenstartrennen und die Staffel fanden am 22. und 24. März in Obertilliach statt.

## Ergebnisse Herren

### Sprint klassisch
| Platz | Name                | Verein                  |
| ----- | ------------------- | ----------------------- |
| 1     | Max Hauke           | WSV Liezen-Steiermark   |
| 2     | Thomas Ebner        | Kitzbühler SC           |
| 3     | Dominik Baldauf     | SV Sulzberg             |
| 4     | Manuel Hirner       | SC Saalfelden           |
| 5     | Niklas Liederer     | WSV Ramsau am Dachstein |
| 6     | Tobias Habenicht    | SU Klagenfurt           |
| 7     | Edi Dadić           | Kroatien                |
| 8     | Jan-Merlin Liederer | WSV Ramsau am Dachstein |

Datum: 8. Februar in Villach

Es waren 25 Läufer am Start.

### 10 km klassisch Einzel
| Platz | Name               | Verein                  | Zeit        |
| ----- | ------------------ | ----------------------- | ----------- |
| 1     | Bernhard Tritscher | Sc Saalfelden           | 25:38,5 min |
| 2     | Aurelius Herburger | SV Sulzberg             | 26:06,1 min |
| 3     | Luis Stadlober     | SC Sparkasse Radstadt   | 26:23,4 min |
| 4     | Max Hauke          | WSV Liezen-Steiermark   | 26:33,3 min |
| 5     | Edi Dadić          | Kroatien                | 26:40,4 min |
| 6     | Niklas Liederer    | WSV Ramsau am Dachstein | 26:41,6 min |
| 7     | Thomas Ebner       | Kitzbühler SC           | 26:41,9 min |
| 8     | Andrej Burić       | Tschechien              | 26:43,6 min |
| 9     | Manuel Hirner      | SC Saalfelden           | 26:45,5 min |
| 10    | Tobias Habenicht   | SU Klagenfurt           | 26:46,1 min |

Datum: 9. Februar in Villach

Es waren 54 Läufer am Start.

### 10 km Freistil Verfolgung
| Platz | Name               | Verein                  | Zeit        |
| ----- | ------------------ | ----------------------- | ----------- |
| 1     | Bernhard Tritscher | Sc Saalfelden           | 48:58,3 min |
| 2     | Aurelius Herburger | SV Sulzberg             | 50:04,0 min |
| 3     | Thomas Ebner       | Kitzbühler SC           | 50:26,0 min |
| 4     | Luis Stadlober     | SC Sparkasse Radstadt   | 50:30,8 min |
| 5     | Niklas Liederer    | WSV Ramsau am Dachstein | 50:32,3 min |
| 6     | Tobias Habenicht   | SU Klagenfurt           | 50:33,3 min |
| 7     | Edi Dadić          | Kroatien                | 50:34,5 min |
| 8     | Dominik Baldauf    | SV Sulzberg             | 50:52,1 min |
| 9     | Simon Kugler       | Union Liebenau          | 52:09,3 min |
| 10    | Clemens Blassnig   | Union St. Veit          | 52:13,7 min |

Datum: 10. Februar in Villach

Es waren 20 Läufer am Start.

### 30 km Freistil Massenstart
| Platz | Name               | Verein                  | Zeit        |
| ----- | ------------------ | ----------------------- | ----------- |
| 1     | Valerio Checchi    | Italien                 | 1:06:49,6 h |
| 2     | Max Hauke          | WSV Liezen-Steiermark   | 1:07:29,9 h |
| 3     | Bernhard Tritscher | Sc Saalfelden           | 1:07:30,5 h |
| 4     | Mirco Bertolina    | Italien                 | 1:07:32,0 h |
| 5     | Claudio Muller     | Italien                 | 1:07:32,2 h |
| 6     | Daniel Mesotitsch  | SU Rosenbach            | 1:08:37,3 h |
| 7     | David Wieser       | Italien                 | 1:09:25,5 h |
| 8     | Aurelius Herburger | SV Sulzberg             | 1:09:34,8 h |
| 9     | Dominik Baldauf    | SV Sulzberg             | 1:09:39,1 h |
| 10    | Kevin Plessnitzer  | WSV Ramsau am Dachstein | 1:09:39,9 h |

Datum: 24. März in Obertilliach

Es waren 33 Läufer am Start. Ausländische Teilnehmer erhielten keine Medaillen.

### Staffel
| Platz | Landesverband     | Name                                                   | Verein                                                  | Zeit         |
| ----- | ----------------- | ------------------------------------------------------ | ------------------------------------------------------- | ------------ |
| 1     | Steiermark I      | Niklas Liederer Kevin Plessnitzer Max Hauke            | WSV Ramsau am Dachstein WSV Liezen                      | 32:17,7 min  |
| 2     | Salzburg I        | Luis Stadlober Manuel Hirner Bernhard Tritscher        | SC Sparkasse Radstadt SK Saalfelden-Salzburg            | 32:19,6 min. |
| 3     | Tirol I           | Thomas Ebner Norbert Ganner Harald Wurm                | Kitzbühler SC TUS Raika Obertilliach WSV Vomp           | 33:02,4 min. |
| 4     | Salzburg II       | Mario Seidl Bernhard Flaschberger Paul Gerstgraser     | TUS St. Veit SV Schwarzach                              | 33:14,7 min. |
| 5     | Oberösterreich I  | Dominik Kern Simon Kugler Alexander Gotthalmseder      | Su Böhmerwald Su Liebenau SC Waldzell                   | 33:23,5 min. |
| 6     | Kärnten I         | Johannes Fabian Kattnig Raphael Gatti Tobias Habenicht | Sportunion Rosenbach Union LFL Köstenberg SU Klagenfurt | 34:01,5 min. |
| 7     | Oberösterreich II | Sebastian Stadlbauer Martin Doppelreiter Philipp Bachl | SU Böhmerwald SC Waldzell SU Raika Zwettl               | 35:29,9 min. |
| 8     | Salburg III       | Philipp Kreuzer Johann Schwaiger Julian Edlinger       | TUS St. Veit SC Maria Alm USV Fuschl am See             | 35:30,8 min. |

Datum: 22. März in Obertilliach

### 50 km Skiroller
| Platz | Name               | Verein         | Zeit         |
| ----- | ------------------ | -------------- | ------------ |
| 1     | Martin Stockinger  | SU Böhmerwald  | 1:50:44,81 h |
| 2     | Johannes Dürr      | SC Göstling    | 1:50:45,85 h |
| 3     | Manuel Hirner      | SC Saalfelden  | 1:50:45,88 h |
| 4     | Christian Hoffmann | SU Böhmerwald  | 1:50:47,70 h |
| 5     | Harald Wurm        | WSV-Vomp       | 1:51:26,53 h |
| 6     | Bernhard Tritscher | Sc Saalfelden  | 1:51:26,68 h |
| 7     | Aurelius Herburger | SV Sulzberg    | 1:51:27,05 h |
| 8     | Andreas Allerhed   | TUS Klagenfurt | 1:54:11,34 h |

Datum: 20. August 2012 auf den Salzburgring

Es waren 30 Läufer am Start.

## Ergebnisse Frauen

### Sprint klassisch
| Platz | Name                | Verein               |
| ----- | ------------------- | -------------------- |
| 1     | Kerstin Muschet     | SU Rosenbach         |
| 2     | Nathalie Schwarz    | SU Raika Zwettl      |
| 3     | Vedrana Malec       | Kroatien             |
| 4     | Veronika Mayerhofer | SC Bad Gastein       |
| 5     | Nina Broznić        | Kroatien             |
| 6     | Lisa Unterweger     | SC Rottenmann        |
| 7     | Sandra Edelbauer    | Union Bad Leonfelden |
| 8     | Lisa Hausott        | SU Klagenfurt        |

Datum: 8. Februar in Villach

Es waren 13 Läuferinnen am Start. Ausländische Teilnehmer erhielten keine Medaillen.

### 5 km klassisch Einzel
| Platz | Name                | Verein                | Zeit         |
| ----- | ------------------- | --------------------- | ------------ |
| 1     | Teresa Stadlober    | SC Sparkasse Radstadt | 14:04,6 min. |
| 2     | Kerstin Muschet     | SU Rosenbach          | 14:14,5 min. |
| 3     | Veronika Mayerhofer | SC Bad Gastein        | 14:42,1 min. |
| 4     | Nathalie Schwarz    | SU Raika Zwettl       | 14:59,9 min  |
| 5     | Vedrana Malec       | Kroatien              | 15:09,7 min  |
| 6     | Jasmin Berchtold    | SC Egg                | 15:23,5 min  |
| 6     | Lisa Unterweger     | SC Rottenmann         | 15:23,5 min  |
| 8     | Sandra Edelbauer    | Union Bad Leonfelden  | 15:28,1 min. |

Datum: 9. Februar in Villach

Es nahmen 36 Läuferinnen teil.

### 5 km Freistil Verfolgung
| Platz | Name             | Verein                | Zeit         |
| ----- | ---------------- | --------------------- | ------------ |
| 1     | Kerstin Muschet  | SU Rosenbach          | 27:38,6 min. |
| 2     | Nathalie Schwarz | SU Raika Zwettl       | 28:33,9 min. |
| 3     | Vedrana Malec    | Kroatien              | 28:58,6 min. |
| 4     | Lisa Unterweger  | SC Rottenmann         | 29:21,9 min  |
| 5     | Jasmin Berchtold | SC Egg                | 29:30,1 min  |
| 6     | Anna Seebacher   | SC Sparkasse Radstadt | 29:44,0 min  |
| 7     | Sandra Edelbauer | Union Bad Leonfelden  | 29:44,2 min  |
| 8     | Lisa Hausott     | SU Rosenbach          | 29:49,0 min. |

Datum: 10. Februar in Villach

Es nahmen 19 Läuferinnen teil. Ausländische Teilnehmer erhielten keine Medaillen.

### 15 km Freistil Massenstart
| Platz | Name               | Verein                | Zeit         |
| ----- | ------------------ | --------------------- | ------------ |
| 1     | Marina Piller      | Italien               | 37:02,4 min. |
| 2     | Nathalie Schwarz   | SU Raika Zwettl       | 37:42,0 min. |
| 3     | Teresa Stadlober   | SC Sparkasse Radstadt | 37:43,7 min. |
| 4     | Claudia Nystad     | Deutschland           | 37:52,6 min. |
| 5     | Stefania Zanon     | Italien               | 39:31,3 min. |
| 6     | Ramona Düringer    | WSV Andelsbuch        | 40:15,9 min. |
| 7     | Lisa Hausott       | SU Klagenfurt         | 40:55,6 min. |
| 8     | Anja Zavbi Kunaver | Slowenien             | 41:12,0 min  |

Datum: 24. März in Obertilliach

Es waren 13 Läuferinnen am Start. Ausländische Teilnehmer erhielten keine Medaillen.

### Staffel
| Platz | Landesverband  | Name                                               | Verein                                                        | Zeit         |
| ----- | -------------- | -------------------------------------------------- | ------------------------------------------------------------- | ------------ |
| 1     | Salzburg       | Barbara Walchhofer Julia Pfennich Teresa Stadlober | USC Altenmarkt-Zauchensee USC Maishofen SC Sparkasse Radstadt | 26:01,1 min  |
| 2     | Oberösterreich | Sandra Edelbauer Sophie Schimpl Nathalie Schwarz   | Union Bad Leonfelden SU Raika Zwettl                          | 26:23,0 min. |
| 3     | Steiermark     | Lisa Unterweger Maria Flecker Johanna Erhart       | SK Rottenmann WSV Murau WSV Ramsau am Dachstein               | 26:31,7 min. |
| 4     | Kärnten        | Julia Graber Anna Juppe Lisa Hausott               | Sportunion Rosenbach ASKOE Villach Union Klagenfurt           | 28:32,9 min. |

Datum: 22. März in Obertilliach

### 30 km Skiroller
| Platz | Name                | Verein                | Zeit         |
| ----- | ------------------- | --------------------- | ------------ |
| 1     | Veronika Mayerhofer | SC Bad Gastein        | 1:08:43,11 h |
| 2     | Kerstin Muschet     | SU Rosenbach          | 1:15:34,97 h |
| 3     | Teresa Stadlober    | SC Sparkasse Radstadt | 1:15:36,08 h |
| 4     | Nathalie Schwarz    | Su Raika Zwettl       | 1:17:04,05 h |
| 5     | Andrea Reithmayr    | Nordic Team Absam     | 1:17:06,44 h |
| 6     | Lisa Hausott        | TUS Klagenfurt        | 1:17:07,13 h |
| 7     | Kateřina Smutná     | HSV Saalfelden        | DNF          |

Datum: 20. August 2014 auf den Salzburgring

Ausländische Teilnehmer erhielten keine Medaillen.